# Ukrainas säkerhetstjänst
Ukrainas säkerhetstjänst (ukrainska: Служба безпеки України, Sluzjba bezpeky Ukrajiny, SBU), är Ukrainas inrikes- och utrikesunderrättelsetjänst. 

## Historik
Ukrainas säkerhetstjänst bildades genom en omorganisation av Ukrainska SSR:s filial till det sovjetiska KGB, vilket innebar att majoriteten av personalen från Sovjetunionentiden behölls kvar i sin tjänst. Organisationen bildades i september 1991 efter Ukrainas självständighet i augusti 1991. Den siste chefen för den ukrainska delen KGB, Nikolaj Golusjko stannade kvar som chef under fyra månader, innan han flyttade tillbaka till Ryssland.
Efter 1992 konkurrerade  säkerhetstjänsten beträffande underrättelseverksamhet med försvarsministeriets underrättelseavdelning. Trots detta tjänstgjorde den tidigare GRU-spionchefen Ihor Smesjko som chef för Ukrainas säkerhetstjänst 2003–2005.

## Uppdrag
Ukrainas säkerhetstjänst har till uppgift att skydda landets nationella suveränitet.

## Chefer
- 1991 (september–november) Nikolaj Golusjko (tjänsteförrättande)
- 1991–1994 Jevhen Martjuk
- 1994–1995 Valerij Malikov
- 1995–1998 Volodymyr Radtjenko
- 1998–2001 Leonid Derkatj
- 2001–2003 Volodjymyr Radtjenko
- 2003–2005 Ihor Smesjko
- 2005 (februari–september) Oleksandr Turtjynov
- 2005–2006 Ihor Drizjtjanyj
- 2006–2010 Valentyn Nalyvaytjenko
- 2010–2012 Valerij Chorosjkovskyj
- 2012 (januari–februari Volodymyr Rokytskyj (tjänsteförrättande)[4][5]
- 2012–2013 Ihor Kalinin[4]
- 2013–2014 Oleksandr Jakymenko[6][7]
- 2014–2015 Valentyn Nalyvajtjenko[8][9]
- 2015–2019 Vasyl Hrytsak[10]
- 2019–juli 2022 Ivan Bakanov[11]